# Tripanurga albicans
Tripanurga albicans är en tvåvingeart som först beskrevs av Christian Rudolph Wilhelm Wiedemann 1830.  Tripanurga albicans ingår i släktet Tripanurga och familjen köttflugor. Inga underarter finns listade i Catalogue of Life.